# Béatrice Vernaudon-Coppenrath
 (octobre 2022).
Si vous disposez d'ouvrages ou d'articles de référence ou si vous connaissez des sites web de qualité traitant du thème abordé ici, merci de compléter l'article en donnant les références utiles à sa vérifiabilité et en les liant à la section « Notes et références ».
Béatrice Vernaudon-Coppenrath, née le 27 octobre 1953 à Papeete (Polynésie française), est une femme politique française.

## Biographie
Son père, Gérald Coppenrath, avocat honoraire, est sénateur de la Polynésie française entre 1959 et 1962 pour l'Union tahitienne démocratique (UTD-UNR).
Elle est élue députée Tahoeraa huiraatira le 16 juin 2002, pour la XIIe législature (2002-2007), dans la 2e circonscription de Polynésie française et fait alors partie du groupe UMP. En 2004, elle se rapproche de l'indépendantiste Oscar Temaru. Elle perd son mandat en 2007.
Béatrice Vernaudon est la fondatrice et secrétaire générale entre 1982-1984 du Conseil des femmes de Polynésie, ainsi que la présidente de la première conférence des femmes du Pacifique (Tahiti, juillet 1981).
Elle se représente aux législatives du 2 juin 2007 soutenue par « mouvement citoyen Tiatau », mais sans l'appui de l'UMP. Elle ne passe pas le premier tour en ayant toutefois obtenu 22,54 % des suffrages. Son suppléant était Benoît Kautai, maire de Nuku Hiva (îles Marquises).
Entre les deux blocs (Taoheraa et Tavini) Béatrice Vernaudon-Coppenrath est assimilée à la troisième voie avant de s'allier au parti de Gaston Tong Sang.
Vernaudon-Coppenrath est en deuxième position sur la liste autonomiste To Tatou Ai'a de Gaston Tong Sang pour l'élection des représentants à l'assemblée de Polynésie les 27 janvier et 10 février 2008,.
En mars 2008, elle remporte l'élection municipale dans la commune de Pirae, dont le maire sortant est Édouard Fritch, gendre de Gaston Flosse, qui en a été maire de 1965 à 2000. Elle se fait élire sous les couleurs de la coalition menée par Gaston Tong Sang, To Tatou Ai'a. En mars 2014, elle se représente mais la liste menée par Édouard Fritch remporte 61,09 % des suffrages au premier tour et ce dernier redevient maire ; Béatrice Vernaudon n'obtient que 23,26 % mais est toutefois élue au conseil municipal.
Béatrice Vernaudon-Coppenrath est chevalier de la Légion d'honneur (JO du 1er janvier 2009).

## Détail des mandats et fonctions
- 1996 - 2001 : ministre de la Solidarité et de la Famille du gouvernement de la Polynésie française
- 7 mai 2001 - 18 juin 2002 : membre de l'Assemblée de la Polynésie française
- 2001 - 2005 : adjointe au maire de Pirae (Polynésie française)
- 2005 - 2008 : membre du conseil municipal de Pirae
- 19 juin 2002 - 19 juin 2007 : députée à l'Assemblée nationale française
- 16 mars 2008 - 28 mars 2014 : maire de Pirae
- 2008 - 2013 : représentante à l'Assemblée de la Polynésie française